# 주한 러시아 대사관
주한 러시아 대사관(러시아어: Посольство России в Республике Корея)은 러시아 정부가 대한민국에 설치한 대사관이다. 대사는 게오르기 지노비예프이다.

## 역사
1884년 조선과 러시아 제국이 외교 관계를 수립하였다. 그러나 1905년에 을사조약이 체결된 이후에 일본 제국이 대한제국의 외교권을 박탈함에 따라, 외교 관계가 어쩔 수 없이 단절되었다. 이러한 관계 단절은 일제강점기 이후에도 이어졌다. 일본 제국의 제2차 세계 대전 패망 이후에 소련과 미국 간의 냉전 시대가 본격화하자, 냉전 당시의 대한민국은 러시아의 전신인 소련이 적성 국가로 지정하고 수교하지 않았기 때문이다. 소련도 북한과 단독수교 및 남한의 UN 가입에 대한 거부권으로 대응하였다. 그러나 외교 관계가 없다고 해서 접촉이 아예 없었던 것은 아니다. 냉전의 갈등이 최고조에 달했던 1983년 9월 1일에 대한항공 007편 격추 사건이 사할린섬 주변 상공에서 일어남에 따라, 직접적인 외교 경로의 부재에 따라 미국 등 제3국을 통해 항의한 적이 있다.
노태우 정부 시절 진행되었던 북방정책의 결과물로서, 대한민국과 러시아의 외교 관계는 소련 외교의 말년 즈음인 1990년 정식으로 외교 관계가 늦게 수립되었다. 다만, 주한 소련 대사관은 외교 관계 수립 즉시 서울특별시 용산구 한남동 청산빌딩에 위치하였고 소련의 붕괴에 따른 관련 자산들이 러시아로 승계한 과정상 계속 쓰다가 서울특별시 강남구 대치동으로 옮겼다. 2002년에 지금의 위치인 옛 배재고등학교 운동장의 터로 이전시켜서 오늘에 이르고 있다. 러시아는 대한민국과 북한에 대사급 외교관을 따로 배치하고 있다. 

## 관할 구역
- 서울특별시
- 경기도
- 강원특별자치도
- 인천광역시
- 대전광역시
- 충청북도
- 충청남도
- 세종특별자치시
- 전북특별자치도
- 제주특별자치도

## 관할 영사관
관할 영사관으로는 주부산 러시아 총영사관이 유일하다. 주부산 러시아 총영사관의 관할 구역은 영남권 전체와 광주광역시, 전라남도를 관할한다. 추후 세종특별자치시와 강릉시에 러시아 영사관 또는 분관이 각각 개설될 계획에 있지만, 강릉과 세종에 영사관 및 분관이 생기면 주한 러시아 대사관 영사부가 직속으로 관할하고 있는 지역은 대한민국의 수도권과 강원도 철원군 등으로 축소될 수도 있다.

## 같이 보기
- 한러 관계
- 주러시아 대한민국 대사관
- 주조 러시아 대사관